# 約定好的喲
《約定好的喲》（日语：約束だよ）是日本女性聲優林原惠的第1張單曲。1989年5月25日由Polydor首次發行。

## 解說
同名標題曲「約定好的喲」是1989年4月至1990年3月在東京電視台播出，由日本與德國（當時的西德）、法國、荷蘭跨國共同製作的兒童電視動畫《鴨子向前衝》選用的片頭主題曲，包含B面歌曲「Happpy Happy」也被選為同名電視動畫的片尾主題曲使用。其收錄歌曲的歌詞內容是將荷蘭音樂家赫爾曼·範·文填寫的歌詞翻成日文之後，再交由林原惠主唱。
此單曲在1989年5月25日由唱片公司Polydor發行之後，林原惠在聲優業界獲得人氣的過程就此展開。1997年3月5日，此單曲因為受到她的粉絲熱烈支持和專輯未收錄之下，才由另一間唱片公司PolyGram再次發行。2015年6月17日，為紀念林原惠以聲優歌手身份出道25週年，由STARCHILD（林原惠長年所屬的唱片公司）收錄首次收錄在她的精選專輯《時空膠囊》內發行。
此作亦是林原惠以個人名義發行的首張單曲，但實際上1989年4月21日發售的原聲帶《機動戰士鋼彈0080 口袋裡的戰爭 Sound Sketch II》的收錄歌曲「夜明Shooting Star」才是以她的個人名義發行的首張歌曲，而「夜明Shooting Star」後來獨立收錄在林原惠的單曲是1991年發行的「彩虹色的運動鞋」。此外，Yahoo！Music等部分媒體卻認為《November Rain》就是林原惠的個人首張單曲。

## 收錄歌曲
1. 約定好的喲（約束だよ） [4:00]
  - 主唱：林原惠
  - （原曲）作詞、作曲：赫爾曼·範·文（英语：Herman van Veen）
  - 日文歌詞翻譯：，編曲：加藤道明（日语：加藤みちあき）

  - 東京電視台電視動畫《鴨子向前衝》片頭主題曲
2. Happpy Happy（ハッピー·ハッピー） [3:12]
  - 主唱：林原惠
  - （原曲）作詞、作曲：赫爾曼·範·文
  - 日文歌詞翻譯：，編曲：加藤道明
  - 東京電視台電視動畫《鴨子向前衝》片尾主題曲

## 收錄專輯
| 曲名         | 收錄專輯     | 發行日期      | 規格編號     |
| ------------ | ------------ | ------------- | ------------ |
| 約定好的喲   | 《80's》     | 2006年3月29日 | UICZ-8002～4 |
| 約定好的喲   | 《時空膠囊》 | 2015年6月17日 | KICS-3192～4 |
| Happpy Happy | 《時空膠囊》 | 2015年6月17日 | KICS-3192～4 |